# Ebbe Hamerik

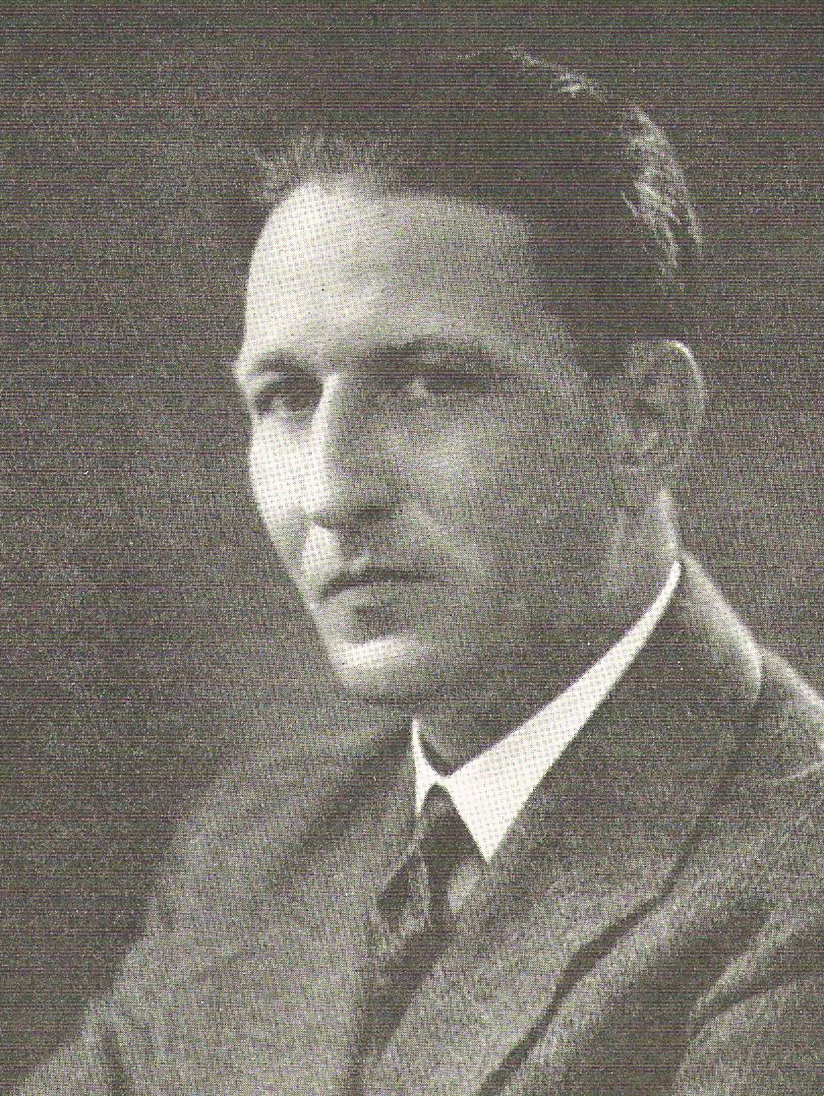
Ebbe Hamerik

Ebbe Hamerik, född 5 september 1898, död 12 augusti 1951, var en dansk tonsättare.
Hamerik var elev till sin far, Asger Hamerik och till Frank Van der Stucken, debuterade 1919 som dirigent i Köpenhamn, där han en kort tid var musikassistent vid Det Kongelige Teater. 1927-31 var han dirigent vid Musikforeningen i Köpenhamn. Hamerik har skrivit operan Stepan (1924), sånger, kammarmusik, fantasi och fuga för piano, Sommer för baryton och orkester, orgelverk med mera.